# Alurnus bipunctatus
Alurnus bipunctatus es un coleóptero de la familia Chrysomelidae.
Fue descrita científicamente por primera vez en 1792 por Olivier.